# Tartu JK Tammeka
El Tartu JK Tammeka, també anomenat Jalgpallikool Tammeka, Tammeka Tartu o Tammeka, és un club de futbol estonià de la ciutat de Tartu.

## Història

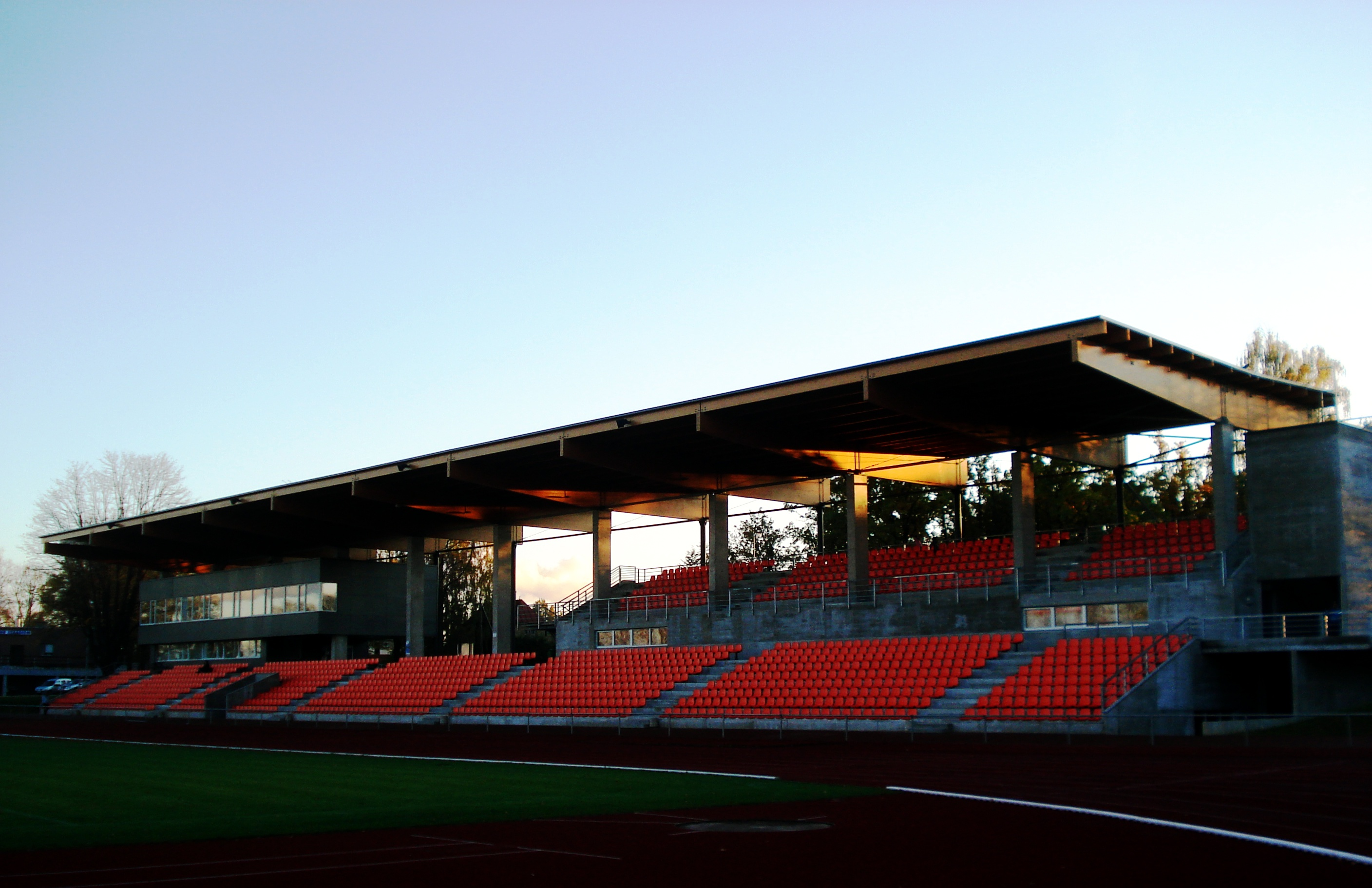
Estadi Tamme.

El club va ser fundat el 1989. L'any 2007 es fusionà durant dues temporades amb Maag Tartu, formant el Maag Tammeka Tartu. L'any 2004 guanyà la segona divisió i ascendí per primer cop a la Meistriliiga. Fou dos cops finalista de la copa estoniana, la primera el 2007-08, i la segona la temporada 2016-17.

## Palmarès
- Segona divisió estoniana de futbol: 
  - 2004